# Horizont (DDR-Zeitschrift)
Horizont – Sozialistische Wochenzeitung für internationale Politik und Wirtschaft war eine in der DDR verlegte Zeitschrift für internationale Politik. Sie erschien im Berliner Verlag erstmals am 1. November 1968. Bis April 1983 wurde sie wöchentlich verlegt. Von 1983 bis 1989 erschien sie monatlich; ab 1990 dann wieder wöchentlich. Mit der Ausgabe 24/1991 wurde das Erscheinen eingestellt.
Langjähriger Chefredakteur war von der Gründung 1968 bis zur Wende 1989 Ernst-Otto Schwabe, dem so gute Kontakte zur DDR-Führung nachgesagt wurden, dass Hans-Otto Bräutigam als Leiter der Ständigen Vertretung Gespräche mit ihm als inoffiziellen diplomatischen Kommunikationsweg suchte.
Verfasser der Beiträge waren neben den Korrespondenten und Kommentatoren führende nationale und internationale KP-Funktionäre, sowjetische Wissenschaftler, leitende Mitarbeiter der Akademie für Gesellschaftswissenschaften beim ZK der SED und andere theorienahe Kader.